# Sten Widlund
Sten Widlund, född 2 mars 1894 i Stockholm, död 5 december 1980, var en svensk ämbetsman.
Sten Widlund blev fil.kand. 1925. Han anställdes 1913 i Riksgäldskontoret, var notarie i Bankoutskottet 1919–1933 och sekreterare där 1934–1950. Han blev byråchef i Riksgäldskontoret 1935, och var riksgäldsdirektör och chef för Riksgäldskontoret 1950–1960.